# Fredrik Winsnes
Fredrik Guttormsen Winsnes (ur. 28 grudnia 1975 w Trondheim) – norweski piłkarz występujący na pozycji pomocnika.

## Kariera klubowa
Winsnes seniorską karierę rozpoczynał w 1996 roku w klubie Ranheim Fotball. W 1997 roku odszedł do Rosenborga. Zdobył z nim siedem mistrzostw Norwegii (1997, 1998, 1999, 2000, 2001, 2003, 2004) oraz dwa Puchary Norwegii (1999, 2003). W 2002 roku przebywał także na wypożyczeniu w szwedzkim zespole Hammarby IF.
W 2006 roku Winsnes odszedł do duńskiego Aalborga. W Superligaen zadebiutował 12 marca 2006 roku w zremisowanym 2:2 meczu z AC Horsens, w którym strzelił także gola. W 2007 roku zajął z klubem 3. miejsce w Superligaen. W tym samym roku wrócił do Norwegii, gdzie podpisał kontrakt z zespołem Strømsgodset IF z Tippeligaen. Pierwszy ligowy mecz zaliczył tam 1 lipca 2007 roku przeciwko ekipie Stabæk (2:3). W Strømsgodset spędził dwa sezony.
W 2010 roku Winsnes ponownie został graczem Rosenborga. W tym samym roku zdobył z nim mistrzostwo Norwegii oraz Superpuchar Norwegii. W 2011 roku zakończył karierę.

## Kariera reprezentacyjna
W reprezentacji Norwegii Winsnes zadebiutował 24 stycznia 2001 roku w wygranym 3:2 towarzyskim meczu z Koreą Południową. W latach 2001–2009 w drużynie narodowej rozegrał 19 spotkań.